# Newtownmountkennedy
Newtownmountkennedy is een plaats in het Ierse graafschap County Wicklow. De plaats telt 2.521 inwoners.